# Khaled Al Fadhli
Khaled Al Fadhli (en árabe: خالد الفضلي‎, Kuwait, Kuwait; 15 de mayo de 1974) es un exfutbolista kuwaití que jugaba en la posición de guardameta.

## Carrera

### Club
| Periodo   | Club             |
| --------- | ---------------- |
| 1991–2004 | Kazma SC         |
| 2004–2012 | Al Kuwait Kaifan |

### Selección nacional
Jugó para Kuwait en 37 ocasiones de 1995 a 2008, participó en los Juegos Olímpicos de Barcelona 1992, en la Copa Asiática 1996 y dos ediciones de los Juegos Asiáticos.

## Logros
- Liga Premier de Kuwait: 4

1994, 1996, 2006, 2007, 2008
- Copa del Emir de Kuwait: 4

1995, 1997, 1998, 2009
- Copa de la Corona de Kuwait: 4

1995, 2008, 2010, 2011
- Supercopa de Kuwait: 1

2010
- Copa Federación de Kuwait: 1

2010, 2012
- Copa Al Khuraifi: 1

2004
- Copa AFC: 2

2009, 2012
- Copa de Clubes Campeones del Golfo: 1

1995